# Sarah Kane
Pour les articles homonymes, voir Kane.
Œuvres principales
- Anéantis (1995)
- L'Amour de Phèdre (1996)
- Purifiés (1998)
- Manque (1998)
- 4.48 Psychose (2000)

Sarah Kane, née le 3 février 1971 à Brentwood dans l'Essex et morte le 20 février 1999 à Camberwell dans le borough londonien de Southwark, est une dramaturge britannique. Elle a mis en scène ses propres pièces et des pièces pour la compagnie Paines Plough (en) au Gate Theatre de Londres.

## Biographie
Sarah Kane naît en 1971 à Brentwood, dans l'Essex. Élevée par des parents évangélistes, elle devient chrétienne à l'adolescence. Toutefois, elle rejettera plus tard ces croyances. Son père est journaliste dans la presse people. Elle étudie le théâtre à l'université de Bristol, puis à celle de Birmingham.
Ses pièces suscitent un scandale au Royal Court Theatre, notamment la première, Blasted (Anéantis), montée en janvier 1995, qui évoque de façon crue et surprenante la violence du monde actuel à travers une histoire entre un journaliste grisonnant et une jeune fille naïve dont il abuse. Ce qui choque alors peut-être le plus, c'est le rapprochement entre la violence morale et proche de la scène d'hôtel, et la violence lointaine de la guerre de Bosnie qui fait irruption dans la pièce (même si elle n'est pas explicitement mentionnée) en la personne d'un jeune soldat désabusé, suivi de peu par une bombe qui transforme instantanément le décor, une chambre d'hôtel de Leeds, en un champ de bataille dévasté.
Des critiques accablent la pièce et son auteur, malgré le soutien d'artistes renommés dont, notamment, Edward Bond et Harold Pinter.
Elle écrit ensuite Phaedra's Love (L'Amour de Phèdre), monté en 1996 et librement adapté du Phèdre de Sénèque, puis Cleansed (Purifiés) et Crave (Manque) en 1998,,.
Le 20 février 1999, peu après 3h30 du matin, une infirmière constate que Sarah Kane n'est pas dans son lit. L'infirmière force la porte des toilettes du Brunel Ward (hôpital King's College) et découvre le corps de Kane. Elle s'est pendue avec ses lacets sur le crochet de la porte intérieure des toilettes alors qu’elle venait d'avoir 28 ans. L'enquête sur son décès conclut qu'elle est probablement décédée dans les trois minutes. Cet acte intervient quelques semaines après l'achèvement de sa pièce 4.48 Psychosis (4.48 Psychose), publiée un an plus tard,.

## Réception
En 1998, elle fait partie du Top 100 des femmes londoniennes du quotidien Evening Standard : il s'agit d'une liste concernant les « femmes les plus influentes de la capitale ». La même année, elle figure également dans la liste des 50 jeunes londoniens les plus brillants du même journal.
En 1999, elle est l'une des lauréates du V Prix Europe réalités théâtrales décerné au Royal Court Theatre (avec Mark Ravenhill, Jez Butterworth, Conor McPherson, Martin McDonagh).

## Postérité
Depuis quelques années, les critiques reconnaissent quasi-unanimement les erreurs d'appréciation initiale de l’œuvre, désormais complète, de Sarah Kane, et ses pièces connaissent un nouvel engouement. Si sa mort précoce l'a fait accéder à un statut presque iconique — on a comparé son destin à celui de Sylvia Plath —, au point de pousser l'universitaire Aleks Sierz à enjoindre à son lectorat et public de se méfier du mythe de « Sainte-Sarah », on commence tout juste, des années après sa mort, à prendre conscience de la richesse et de l'unicité de son écriture théâtrale.
Elle est considérée comme une auteure importante du XXe siècle,.

## Œuvres

### Théâtre
Pièces toutes publiées par L'Arche.
- 1995 : Anéantis (Blasted), 1998
- 1996 : L'Amour de Phèdre (Phaedra's love), 1999
- 1998 : Purifiés (Cleansed), 1999
- 1998 : Manque (Crave), 1999
- 2000 : 4.48 Psychose (4.48 Psychosis), 2001

### Autre
- 1997 : Skin (en), scénario de court métrage avec Ewen Bremner (Billy) et Marcia Rose (Marcia) écrit en 1995, et réalisé par Vincent O'Donnell